# جون موريسون (سياسي أمريكي)
جون موريسون (بالإنجليزية: John Morrison)‏ هو سياسي أمريكي، ولد في 1961. حزبياً، نشط في الحزب الديمقراطي.